# Eva Sisth
Eva Sisth, senare Pettersson, född 16 oktober 1940 i Luleå, död 7 oktober 2019, var en svensk kanotist. Hon tävlade för Hofors KK.
Sisth tävlade för Sverige vid olympiska sommarspelen 1964 i Tokyo, där hon tillsammans med Else-Marie Ljungdahl slutade på sjätte plats i damernas K-2 500 meter.
Sisth är Stor tjej nummer 60 på Svenska Kanotförbundets lista över mottagare för utmärkelsen Stor kanotist.